# Ramboll Finland
Ramboll oy ou Ramboll finland est la filiale finlandaise du groupe Ramboll de conseil en ingénierie,,.

## Présentation
Ramboll Finland est spécialisé dans l'immobilier et la construction, les infrastructures et les transports, l'urbanisme, l'environnement, la santé et l'approvisionnement en eau.
En 2019, Ramboll Finland emploie 2 059 personnes
.
La société a généré un chiffre d'affaires de 186,6 millions d'euros en 2018.
Le siège social de Ramboll Finland, nommé Ramboll Village, est situé à dans le quartier de Leppävaara à Espoo. Le bâtiment achevé en 2019 appartient à Keva.

## Projets

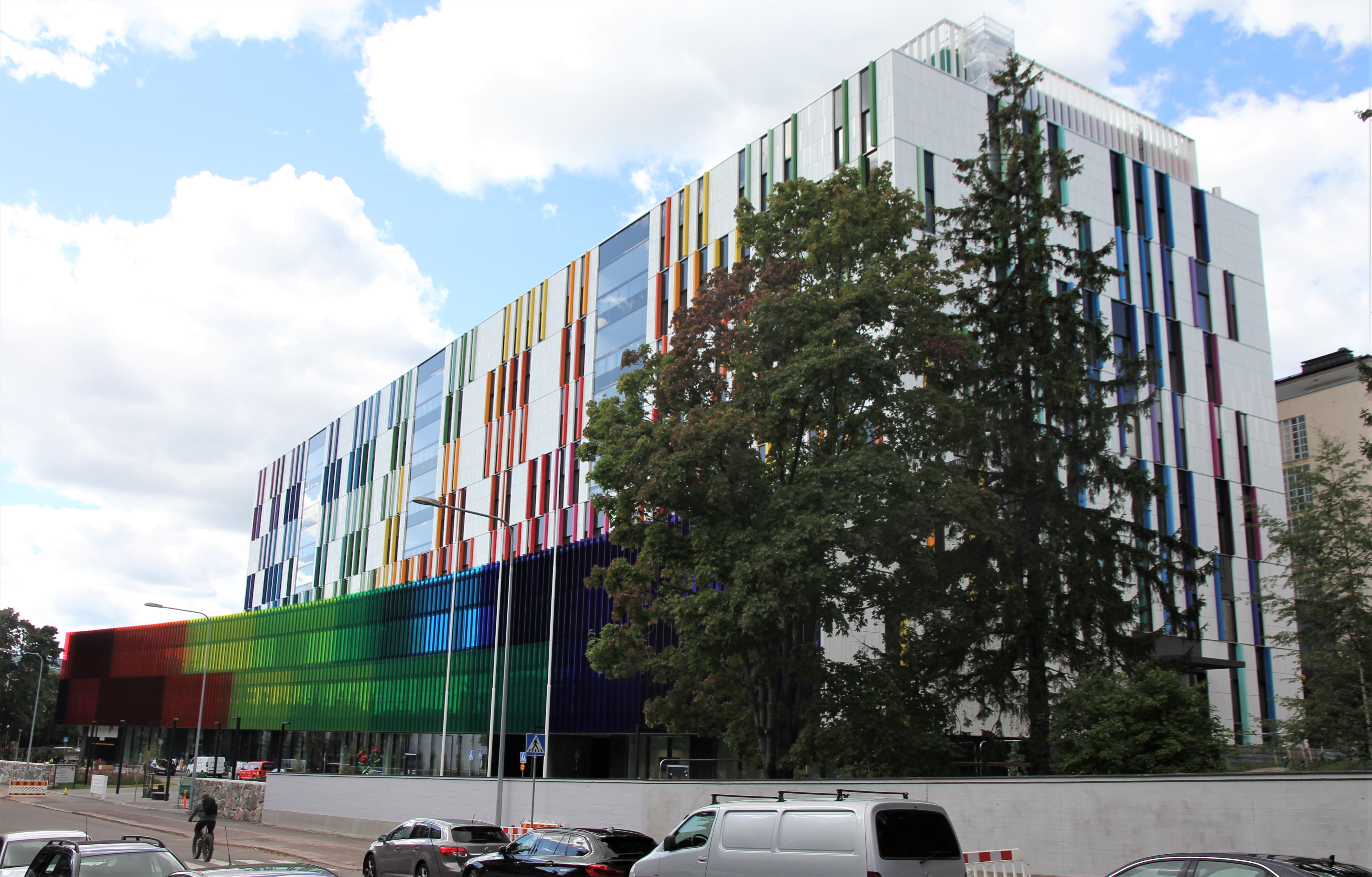
Nouvel hôpital pour enfants de Meilahti.

Les projets réalisés par Ramboll Finland sont, par exemple, le port de Vuosaari, le prolongement de la E18 à partir de Koskenkylä ou l'usine d'incinération de déchets de Stormossen à Mustasaari.
Pour le nouvel hôpital pour enfants de Meilahti, Ramboll a assuré la conception structurelle, d'ingénierie des services du bâtiment et de protection contre le feu, et a coordonné la registre de maintenance et le suivi de la construction,.

## Prix et récompenses

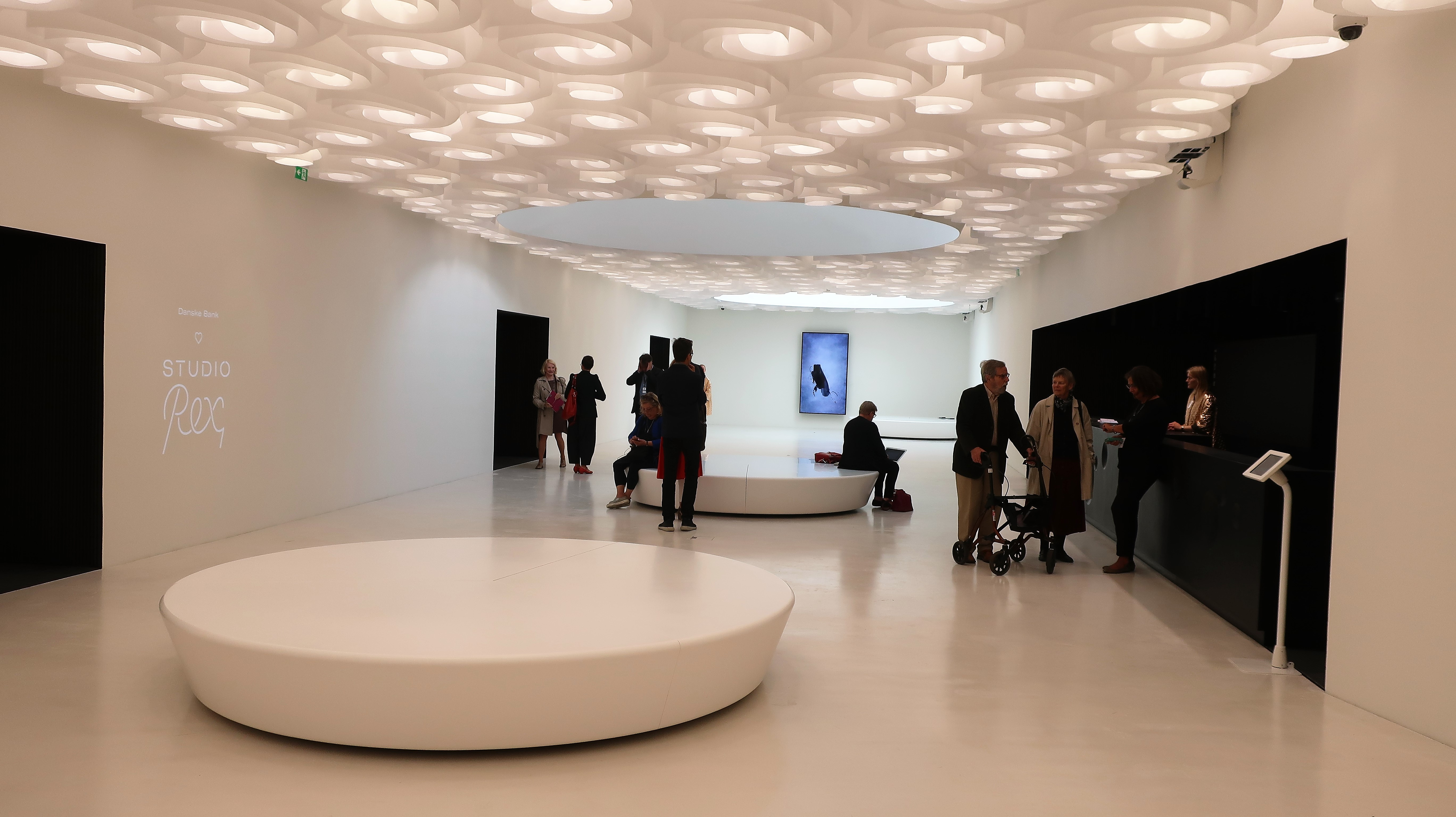
Le hall inférieur de l'Amos Rex.

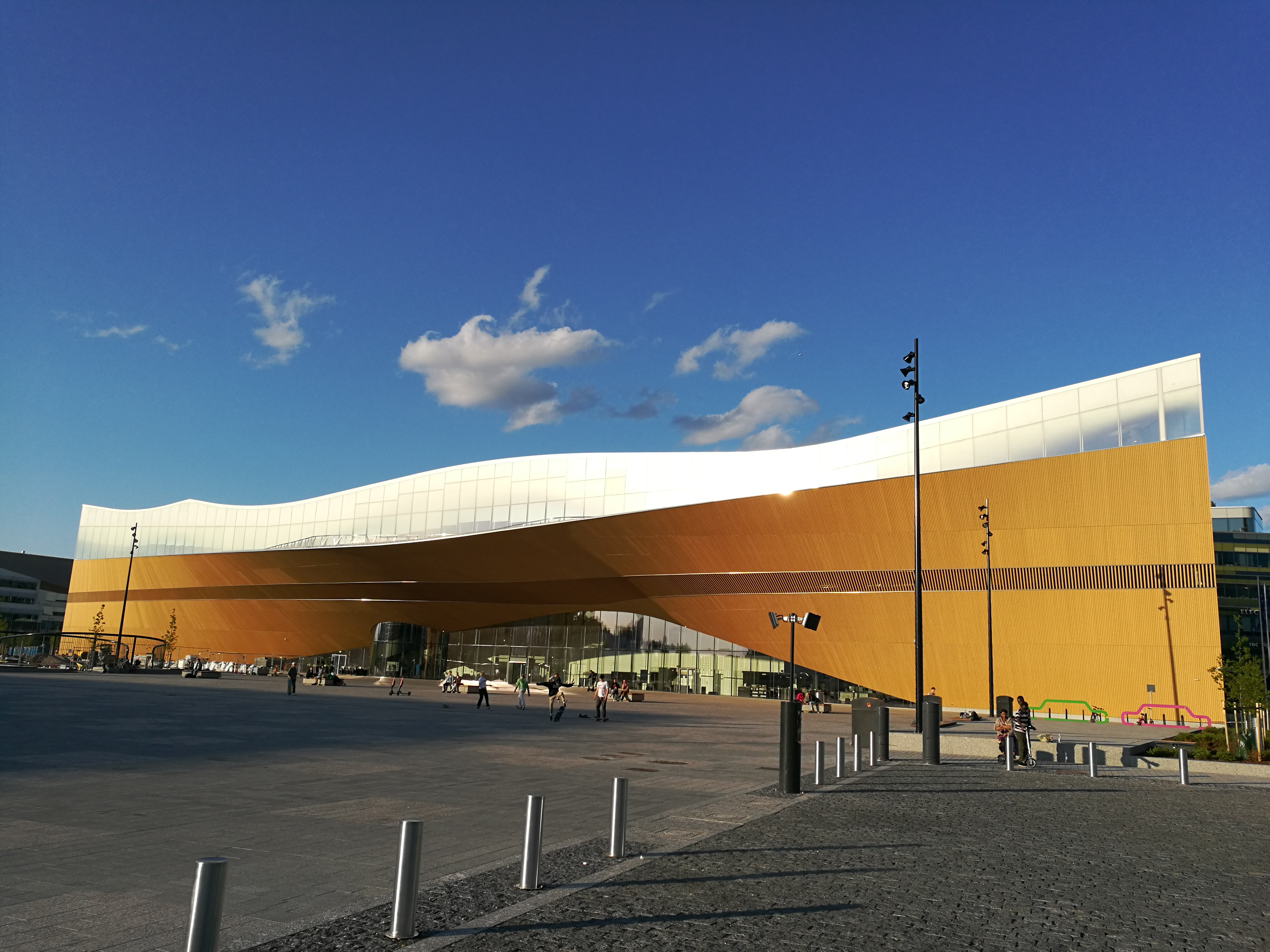
Façade de la bibliothèque Oodi en juin 2019

- En 2018, l'Amos Rex a reçu le prix de la structure en béton de l'année. Ramboll Finland était responsable de la partie chauffage, ventilation et climatisation[12].

- En 2018, la Bibliothèque centrale d'Helsinki Oodi a été récompensée par le prix de la structure métallique de l'année. Ramboll Finland a assuré la conception du bâtiment[13].

- En 2018, le Centre commercial de Tripla de Pasila a remporté les Tekla BIM awards. Ramboll Finland avait le rôle de concepteur de structure, géologique et électrique[14].